# Dyscia nachadira
Dyscia nachadira là một loài bướm đêm trong họ Geometridae.